# Kuch Kuch Hota Hai
Kuch Kuch Hota Hai (Hindi: कुछ कुछ होता है, in lingua italiana: Succede qualcosa) è un film indiano del 1998 scritto e diretto dal debuttante Karan Johar. Il film vede protagonisti la coppia Shahrukh Khan e Kajol nel loro quarto film insieme. Rani Mukerji è presente in un ruolo secondario, mentre la presenza di Salman Khan è limitata ad un lungo cameo.
Il film ha avuto un grande successo in India ed al di fuori, vincendo numerosi riconoscimenti in vari eventi, compresi quelli come miglior film, miglior regista, miglior attore e migliore attrice al quarantaquattresimo Filmfare Awards, i Lux Zee Cine Awards, i Sansui Viewers' Choice Awards, gli Aashirwad Awards, i Bollywood Movie Awards ed i National Film Awards.
Costato circa 1,85 milioni di dollari, ne ha incassati circa 23 milioni.

## Trama
Rahul Khanna e Anjali Sharma sono amici e frequentano il college di S. Saverio. Il preside Mr. Malhotra ha una bella figlia di nome Tina, che viene a San Saverio da Londra per completare i suoi studi. Entrambi i protagonisti la accolgono con grande amicizia, ma ben presto il trio di amici si trasforma in un triangolo amoroso. Mentre infatti il ragazzo si lascia travolgere dal sentimento per la bella Tina ed è ricambiato, Anjali si rende conto di amarlo e tenta di confessarglielo. I due si corrono incontro sotto la pioggia: "Ti amo" esordisce lui, ma prima che lei possa rispondere, la sua felicità si infrange quando si rende conto che Rahul sta soltanto facendo le prove della dichiarazione che intende fare a Tina. Tiene quindi per sé i suoi sentimenti, e poco tempo dopo interrompe gli studi e abbandona il college senza spiegazioni, lasciando Rahul, che non si è reso conto di nulla, confuso e perfino risentito. Tina al contrario ha compreso i sentimenti di Anjali, ma non può rinunciare a Rahul. Le due amiche si scambiano un triste e silenzioso saluto di intesa alla partenza del treno, con Anjali che getta a Tina il proprio scialle rosso. 
Dopo la fine degli studi al college, Rahul sposa Tina, e presto lei scopre di essere incinta. Tina però ha complicazioni durante la gravidanza e teme il peggio. Così scrive otto lettere per i primi otto anni della figlia, che farà chiamare "Anjali" in memoria della sua amica, e muore poco dopo il parto. 
Otto anni sono passati dalla morte di Tina e Rahul ha cresciuto da solo la figlia con l'aiuto della propria madre. Al suo ottavo compleanno, Anjali Khanna legge l'ultima e più importante lettera che sua madre le ha lasciato: racconta la storia di Anjali Sharma e  prega la figlia di aiutare il padre a ritrovarla per far trionfare l'amore. 
Anjali Sharma però si è rifatta una vita ed è fidanzata con un altro uomo, Aman Mehra, follemente innamorato di lei. Da parte sua si tratta tuttavia, come Anjali confessa alla madre, di un matrimonio di convenienza. La piccola Anjali, con l'aiuto della nonna paterna e del nonno materno (ex preside del college) e della governante del college, molto affezionata ad Anjali Sharma, riesce a scoprire che la donna lavora come insegnante di canto e danza presso un campo estivo per bambini, al quale ottiene dal padre di poter partecipare, senza per ora rivelargli nulla. Indossando il vecchio scialle rosso dell'altra Anjali scatena però nel padre un ricordo che lui ancora non sa collocare.  
Al campo estivo le due Anjali sviluppano un legame speciale ancor prima che l'adulta scopra l'identità della bambina, ma quando ciò accade, è sinceramente devastata per la morte dell'amica e per il dolore patito dall'uomo che ha cercato di dimenticare, ma che ancora ama. La piccola Anjali attira a questo punto il padre al campo estivo fingendo un malore e sfruttando l'estrema protettività del padre nei suoi confronti. 
Rahul e Anjali si incontrano di nuovo, molto cambiati e dapprima imbarazzati, poi felici. Si riaccende la loro amicizia, e ben presto anche l'amore. Ritrovandosi nuovamente sotto la pioggia, i due condividono una romanticissima danza su una musica che solo loro possono udire, ma quando Anjali accarezzando il viso di Rahul posa lo sguardo sull'anello di fidanzamento di Aman al proprio dito, corre via turbata lasciando per la seconda volta Rahul confuso, lui infatti ancora non sa che lei è impegnata. Correndo nel buio Anjali si imbatte proprio in Aman, venuto al campeggio a sorpresa perché incapace di stare lontano da lei. Poco dopo i due uomini si incontrano e la verità viene a galla, lasciando Rahul addolorato, Anjali imbarazzata e Aman insospettito.
Anjali decide di anticipare la data delle nozze per impedirsi di incorrere in ripensamenti, e Rahul e la sua famiglia giungono appena in tempo alla casa dove sta per aver luogo il matrimonio. 
Rahul raggiunge Anjali sul balcone e lì le ripete la dichiarazione d'amore fatta anni prima a Tina: "Un uomo nella sua vita si inchina a tre donne: la madre, la Durga [Dea] e..." lasciando in sospeso la frase e inginocchiandosi, confessa silenziosamente ad Anjali di amarla, e a se stesso di poter davvero amare di nuovo. Anjali però si rifiuta, e i due si separano entrambi col cuore spezzato.  
Aman si accorge che Anjali esita all'altare, e dopo aver per un attimo preso in considerazione l'idea di forzarla, comprende che il vero amore non è possesso, e la scioglie dal loro fidanzamento dicendo che la ama, sa quanto è potente il primo amore e per questo non può sposarla sapendo che lei ha ancora nel cuore Rahul, ma preferisce confidare di trovare in futuro una persona davvero giusta per lui.  
Anjali e Rahul celebrano così le loro nozze il giorno stesso. 

## Cast
- Shah Rukh Khan nel ruolo di Rahul Khanna
- Kajol nel ruolo di Anjali Sharma
- Rani Mukerji nel ruolo di Tina Malhotra
- Salman Khan nel ruolo di Aman Mehra
- Sana Saeed nel ruolo di Anjali Khanna
- Farida Jalal nel ruolo di Savita Devi
- Anupam Kher nel ruolo di Ravikant Malhotra
- Reema Lagoo nel ruolo di Ramnika Sharma
- Archana Puran Singh nel ruolo della signora Braganza
- Himani Shivpuri nel ruolo di Rifat Qazi
- Johnny Lever nel ruolo del colonnello Almeida
- Parzan Dastur nel ruolo di Jasdeep Singh
- Neelam Kothari nel ruolo di Neelam Sharma (apparizione speciale)
- Nikkhil Advani nel segmento del talk show di Neelam (apparizione speciale)
- Manish Malhotra nei panni di una studentessa universitaria seduta sui gradini del college quando Anjali Sharma indossa abiti femminili (aspetto speciale)
- Farah Khan nel talk show di Neelam e seduta sui gradini del college quando Anjali indossa abiti femminili (aspetto speciale)
- Geeta Kapoor nella canzone "Tujhe Yaad Na Meri Aayee" (apparizione speciale)
- Hiroo Johar nei panni del professor Madhavi Goenka, mentre scende i gradini del college quando Anjali indossa abiti femminili (aspetto speciale)

## Uscite internazionali
- Regno Unito: 16 ottobre 1998
- India: 16 ottobre 1998
- Italia: 16 ottobre 1998
- Germania: 25 febbraio 2005
- Polonia: 26 luglio 2005
- Francia: 29 aprile 2006